# Silene coniflora
Silene coniflora är en nejlikväxtart som beskrevs av Christian Gottfried Daniel Nees von Esenbeck och Carl Adolf Otth. Silene coniflora ingår i släktet glimmar, och familjen nejlikväxter. Inga underarter finns listade i Catalogue of Life.